# Каведаго
Каведаго (итал. Cavedago) је насеље у Италији у округу Тренто, региону Трентино-Јужни Тирол.
Према процени из 2011. у насељу је живело 376 становника. Насеље се налази на надморској висини од 869 м.

## Становништво
| 1931. | 1936. | 1951. | 1961. | 1971. | 1981. | 1991. | 2001. | 2011. |
| ----- | ----- | ----- | ----- | ----- | ----- | ----- | ----- | ----- |
| 758   | 687   | 647   | 574   | 520   | 495   | 442   | 455   | 530   |